# پشین ده
پشین ده، روستایی از توابع بخش مرکزی شهرستان راز و جرگلان در استان خراسان شمالی ایران است.

## جمعیت
این روستا در دهستان راز قرار دارد و براساس سرشماری مرکز آمار ایران در سال ۱۳۸۵، جمعیت آن ۱٬۱۷۸ نفر (۲۶۶خانوار) بوده‌است.

## زبان
مردم این روستا کرد هستند و به زبان کردی تکلم می کنند.